# Єфимій Новий Солунський
Єфимій Новий Солунський — святий, який жив у Палестині в IX столітті.
Єфимій Солунський жив у християнській родині, рано прийняв постриг і став відлюдником. Він заснував чернечу громаду поблизу Салонік.
За наполяганням батьків Єфимій Солунський рано одружився, але у віці 18 років він залишив дружину й дочку та став ченцем у монастирі на горі Олімп. Пізніше він став схимником і оселився на горі Афон разом з відлюдником Йосипом. Коли Йосип помер, Єфимій заснував чернечу громаду, відновивши руїни стародавнього монастиря святого Андрія.
У народі Єфимія завжди дуже шанували. Його вважали, наприклад, одним із захисників від нечисті, яка особливо заважала жінкам у всіх починаннях. Щоб від цієї нечисті позбутися, слід було помолитися святому Єфимію. 
Пам'яті Єфимія Солунського присвячене народне свято Єфимій Осінній, що відзначається 28 жовтня (за старим стилем 15 жовтня) за народним календарем.